# Louis-Raphaël Bischoffsheim
Louis-Raphaël Bischoffsheim (Magonza, 22 giugno 1800 – Parigi, 14 novembre 1873) è stato un banchiere tedesco.
È ricordato per essere stato uno dei soci fondatori della Société générale ed aver contribuito anche alla nascita della Banque de Paris et des Pays Bas. 

## Biografia
Louis-Raphaël è il figlio di Raphaël-Nathan Bischoffsheim (1773-1814) considerato il capostipite della dinastia. Il padre s'installa a Magonza nel 1790 diventando rapidamente il fornitore dell'esercito francese e un membro importante della comunità ebraica di Magonza. L'uomo muore nel 1814 lasciando quattro figli orfani. Louis-Raphaël, che è il maggiore, è costretto a soli 14 anni ad abbandonare gli studi per trasferirsi a lavorare dall'amico del padre, Hayum Salomon Goldschmidt (1772-1843), che possiede una banca a Francoforte. Il ragazzo, che dimostra una predisposizione per gli affari, diventa rapidamente amico con il figlio Benedict-Hayum suo coetaneo.
Nel 1820 Louis-Raphaël lascia Francoforte per trasferirsi ad Amsterdam, all'epoca importante piazza finanziaria, per creare una banca a suo nome. L'anno successivo, lo raggiunge suo fratello Jonathan-Raphaël Bischoffsheim per formarsi a sua volta alla gestione finanziaria.
Nel 1822 Louis-Raphaël sposa Amélie Goldschimidt (1804-1887), che conosceva fin da giovane e che gli darà due figli: Raphaël-Louis e Henri-Louis. I rapporti fra le due famiglie, già molto forti, s'intensificano ulteriormente. Nel 1827 Louis-Raphaël apre una nuova filiale a Anversa che dà in gestione al fratello Jonathan-Raphaël, il quale abbandonerà la banca familiare nel 1832, dopo aver sposato Henriette Goldschmidt, sorella di Amélie, per trasferirsi definitivamente a Bruxelles.
La vita delle due famiglie è strettamente legata e nel 1846 Louis-Raphaël apre con i Goldschmidt una banca a Londra, società che passerà rapidamente nelle mani del figlio secondogenito di Louis-Raphaël, Henry-Louis (1823-1908). Il padre infatti sta già studiando di aprire una nuova società a Parigi (30 agosto 1848) la Bischoffsheim, Goldschmidt et Cie con un capitale di 750.000 franchi. I soci sono Louis-Raphaël, Salomon-Hayum (1821-1888), suo nipote e figlio di Benedikt Goldschmidt, e Raphaël-Louis Bischoffsheim, il primogenito. Nel 1850 la "Banca Bischoffsheim, Goldschmidt et Cie" apre ufficialmente i suoi uffici in rue de la Chaussée d'Antin, 26 a Parigi. In quegli anni conosce Alphonse Pinard et Édouard Hentsch, responsabili del "Comptoir d'escompte de Paris" con i quali collaborerà negli anni seguenti.
Nel 1863, Louis-Raphaël crea con dei soci olandesi la Banque de crédit et dépôt des Pays-Bas che assorbe le filiali di Amsterdam, Anversa e Bruxelles della banca da lui creata nel 1820. Sempre in quegli anni Louis-Raphaël sostiene Pinard, Hentsch et Paulin Talabot nella creazione di una nuova banca di depositi a Parigi, diventando così uno dei fondatori della Société générale.
Nel 1872 sarà uno degli artefici, con il nipote Heinrich Bamberger, Alphonse Pinard, Édouard Hentsch, della fusione della "Banque de crédit et dépôt des Pays-Bas" e della "Banque de Paris", che darà vita alla nuova Banque de Paris et des Pays Bas che sarà gestita da Enrico Cernuschi (1821-1896).
Muore il 14 novembre 1873 a Parigi.